# Cohenella microstylus
Cohenella microstylus är en plattmaskart som beskrevs av Timoshkin OA 1986. Cohenella microstylus ingår i släktet Cohenella och familjen Rhynchokarlingiidae. Inga underarter finns listade i Catalogue of Life.